# Éparchie de Kostomoukcha
L'éparchie de Kostomoukcha (Костому́кшская епархия) est une éparchie (diocèse) de l'Église orthodoxe russe située dans les frontières administratives de l'okroug urbain de Kostomoukcha, des raïons de Berlomorsk, de Kalevala, de Kem, Looukhi, de Mujejärvi et de Segueja en République de Carélie. L'éparchie est suffragante de l'archidiocèse de Carélie. Son siège est à la cathédrale de l'Intercession de Kostomoukcha.

## Histoire
Jusqu'à la fin de l'année 1984, il n'y avait aucune église ouverte au culte dans le territoire actuel de l'éparchie depuis quarante-cinq ans. La paroisse la plus ancienne est celle de la ville de Segueja. L'éparchie de Kostomoukcha est érigée le 29 mai 2013 sur décision du Saint-Synode, par partage de l'éparchie de Petrozavodsk, les deux éparchies étant désormais placées sous la juridiction du métropolite de Carélie.
Elle édite Les Nouvelles de l'éparchie de Kostomouchka («Костомукшские епархиальные ведомости»).

## Évêques
- Ignace (Tarassov) (11 juillet 2013 — 18 mai 2020)
- Constantin (Gorianov) (18 mai - 25 août 2020) locum tenens par intérim
- Boris (Baranov) (depuis le 25 août 2020)

## Églises
- Kostomoukcha et environs
  - Cathédrale de l'Intercession Kostomoukcha
  - Église — chapelle de la Sainte-Trinité de la cathédrale de l'Intercession
  - Église Saint-Élie (Voknavolok)

- Raïon de Belomorsk

- - Église Saint-Nicolas (Belomorsk)

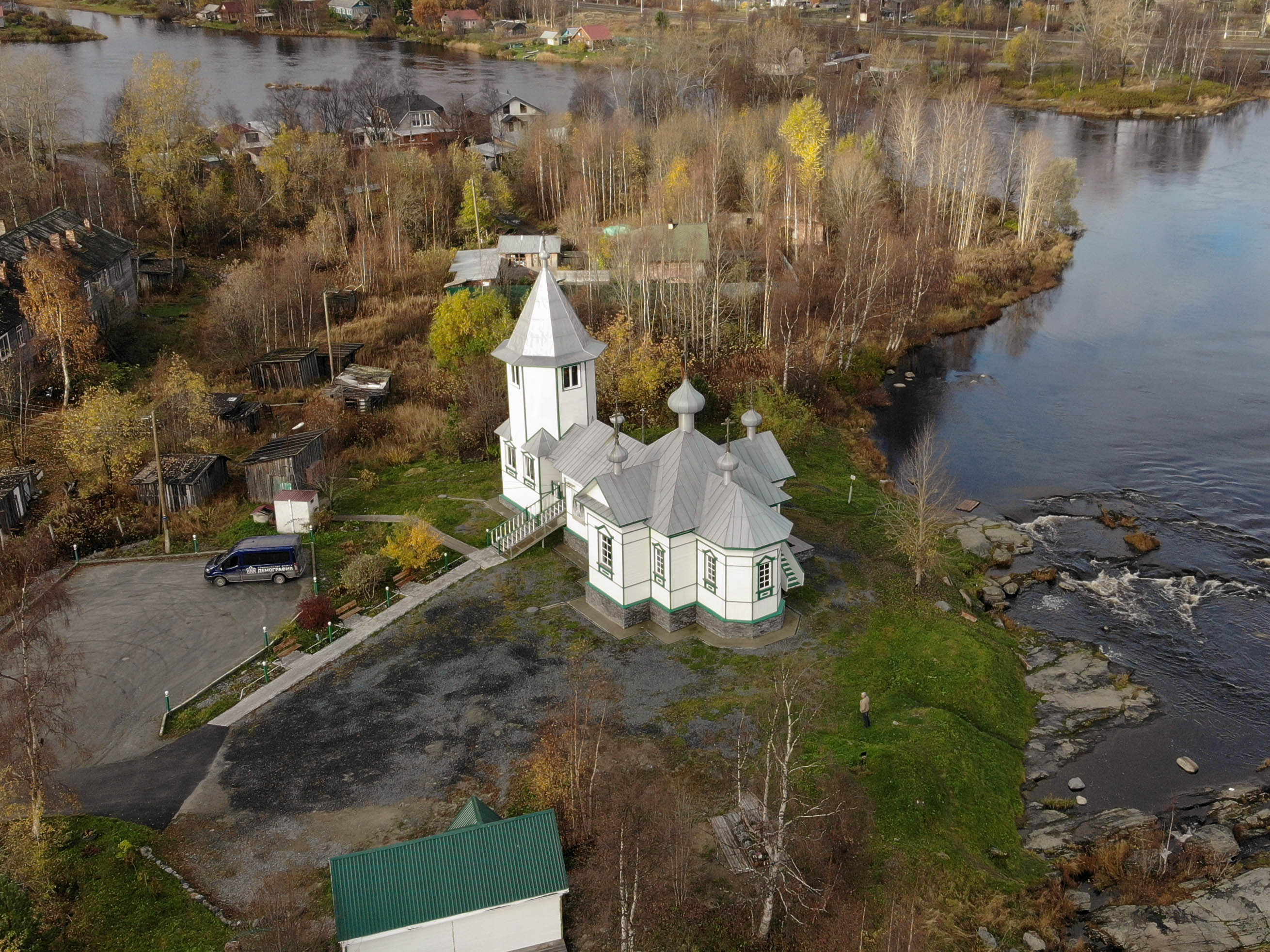
Église Saints-Zossime-Savva-et-Germain-de-Solovetski (Belomorsk).

  - Église Saints-Zossime-Savva-et-Germain-de-Solovetski (Belomorsk)
  - Église de Tous-les-Saints-de-Russie (Sosnovets)
  - Église Sainte-Barbe (Zolotets)
  - Église de la Sainte-Trinité (Letneretchensk)
  - Église de l'Intercession-de-la-Mère-de-Dieu (Soumski Possad)
  - Église Saint-Nicolas (Nioukhtcha)

- Raïon de Kalevala
  - Église Saints-Pierre-et-Paul (Kalevala)
  - Église de la Sainte-Trinité (Borovoï)

- Raïon de Kem
  - Église collégiale de l'Assomption (Kem)

- Raïon de Louhi
  - Église Saint-Alexandre-Nevski (Louhi)
  - Église Saint-Séraphin-de-Sarov (Louhi)
  - Église Saint-Étienne (Kestenga)
  - Église Saint-Nicolas (Piaozerski)
  - Église Saint-Varlaam (Tchoupa) (a brûlé le 1er mai 2010[3])

- Raïon de Mujejärvi

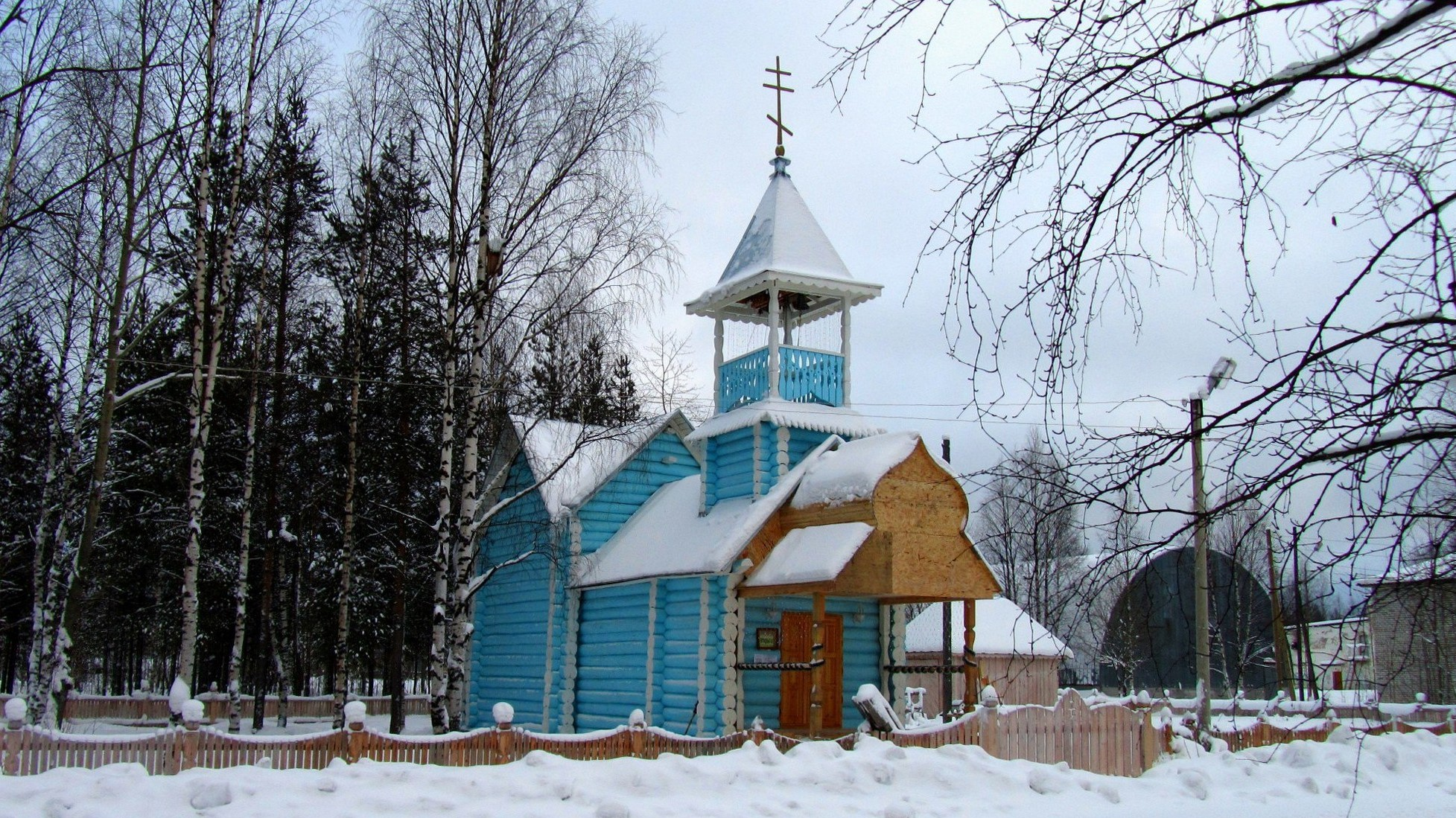
Église de la Mère-de-Dieu-Toute-Reine de Mujejärvi.

- - Église de l'Icône-de-la-Mère-de-Dieu-Toute-Reine (Mujejärvi)
  - Église de la Nativité-du-Christ (Ledmozero)

- Raïon de Segueja
  - Église Saint-Nicolas (Segueja)
  - Église de la Trinité (Segueja)
  - Église de l'Entrée-à-Jérusalem (Nadvoïtsy)
  - Église Saint-Séraphin-de-Sarov (sur le territoire de la prison de Nadvoïtsy)
  - Église Saint-Moïse-Mourine (sur le territoire de la prison de Segueja)
  - Église Saint-Panteleïmon (sur le territoire de la prison de Verkhny)

## Communauté monastique

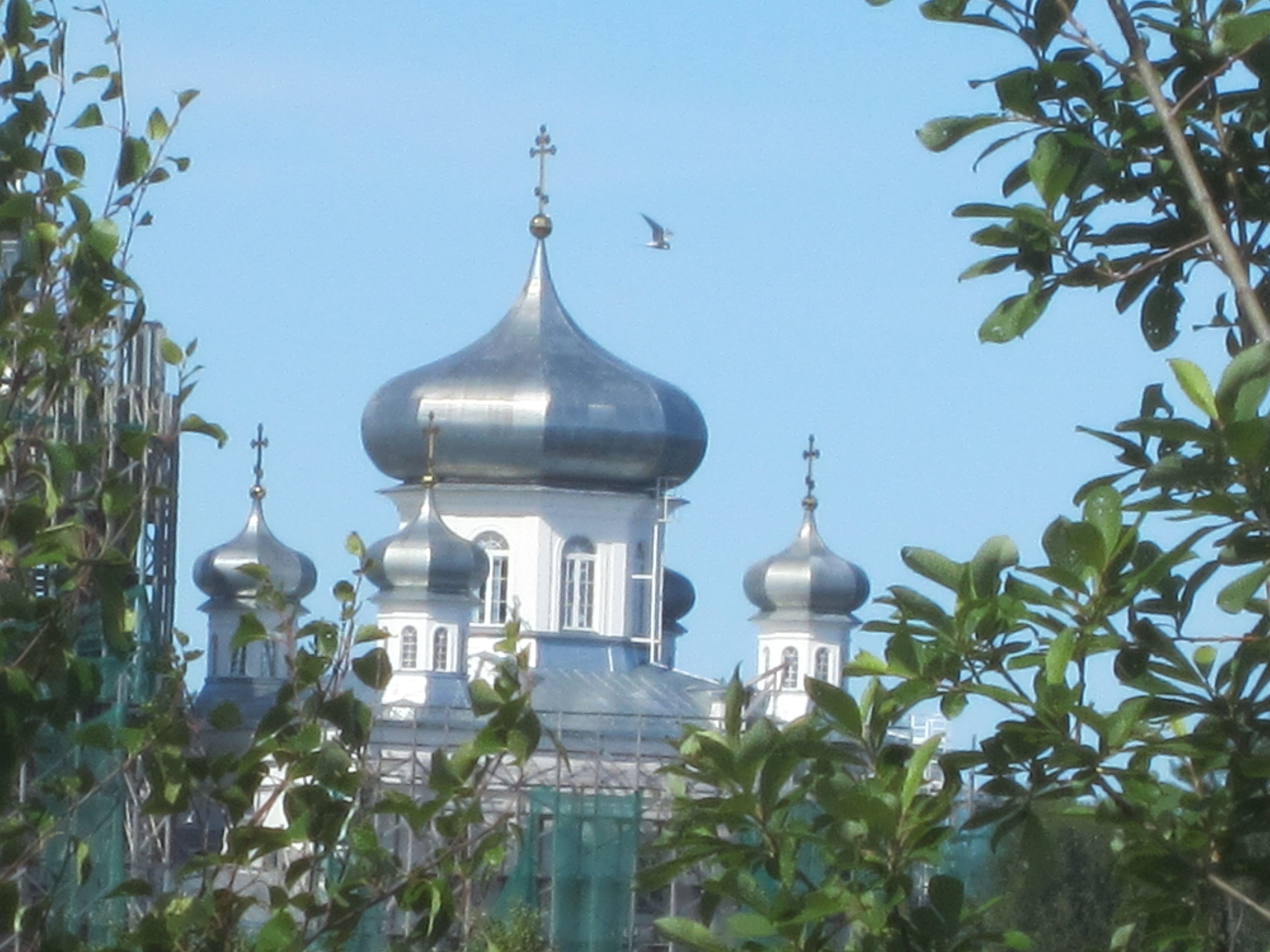
Monastère de Kem.

- Monastère de l'Annonciation de Kem